# داووداوی (گوینوجک)
داووداوی (به ترکی استانبولی: Davutevi) یک منطقهٔ مسکونی در ترکیه است که در گوینوجک واقع شده‌است.